# Leopold Karl von Kollonitsch

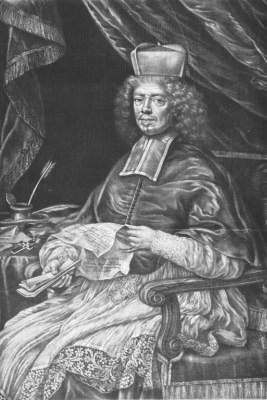
Kardinal Leopold Karl von Kollonitsch

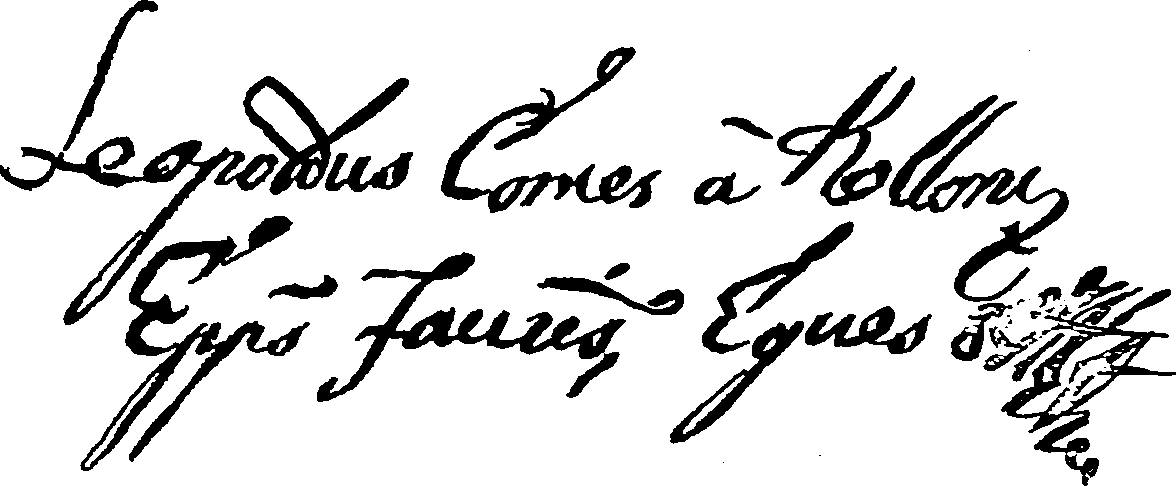
Signatur

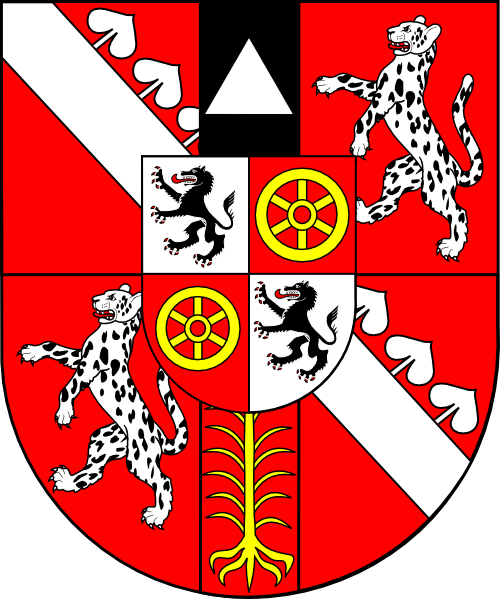
Wappen des Kardinals

Leopold Karl von Kollonitsch, auch: Kollonich, Collonicz, Kollonitz (* 26. Oktober 1631 in Komorn, Königreich Ungarn; † 20. Jänner 1707 in Wien) war ein römisch-katholischer Bischof, ab 1686 Kardinal, und Politiker in der Habsburgermonarchie. Von 1692 bis 1694 war er Präsident der Hofkammer und von 1695 bis zu seinem Tod Erzbischof der Erzdiözese Gran (Esztergom) sowie Primas von Ungarn. Kollonitsch war ein Verfechter der Gegenreformation.

## Leben
Leopold Karl von Kollonitsch stammte aus der ursprünglich kroatischen, seit dem 15. Jahrhundert in Österreich ansässigen Adelsfamilie Kollonitz von Kollograd. Er war ein Sohn des Freiherrn (ab 1637 Grafen) Ernst von Kollonitsch, des Befehlshabers der Festung Komorn, die damals an der Grenze zum Osmanischen Reich lag. Seine Mutter war Anna Elise, geborene Freiin von Kuefstein. Als Edelknabe des Erzherzogs Ferdinand (des späteren Kaisers Ferdinand IV.) kam er 1645 an den Wiener Hof. Mit 19 Jahren trat er als Kandidat dem Malteserorden bei und nahm als solcher 1651 bei der Verteidigung von Kandia (Kreta) gegen die Türken und 1655 an den Kämpfen in den Dardanellen teil. Von 1655 bis 1657 war er Kastellan von Malta. Als Malteserritter war er ab 1658 Prior der Ordensniederlassungen der Kommende Mailberg in Niederösterreich und später von Eger in Böhmen.
Kaiser Leopold I. ernannte Kollonitsch 1659 zum Kammerherrn und schlug ihn als Bischof von Neutra in der heutigen Slowakei vor. Erst danach begann Kollonitsch mit dem Theologiestudium und empfing 1668 die Priesterweihe. Die Bischofsweihe spendete ihm am 26. August 1668 in Wien Erzbischof Antonio Pignatelli, der damalige Nuntius und spätere Papst Innozenz XII.; Mitkonsekratoren waren Ferenc Szegedy, Bischof von Vác, und Lorenz Aidinger, Bischof von Wiener Neustadt. 1669 trat er das Bischofsamt an, verzichtete aber wegen Kritik in Ungarn darauf und wurde 1670 Bischof von Wiener Neustadt. Von 1672 bis 1681 war er Präsident der ungarischen Hofkammer.
Kollonitsch gehörte zu den radikalen Verfechtern der Gegenreformation im Königreich Ungarn. Gemeinsam mit Georg Szelepcsényi (ungarisch Szelepcsényi György) war er beim 1673–1674 stattfindenden Sondergericht von Pressburg für die Verurteilung und Ausweisung von 278 Protestanten aus der jetzigen Slowakei verantwortlich. Nicht weniger war er ein Antisemit, der die Juden in Ungarn für ein „allerorten eingewurzeltes schädliches Unkraut“ hielt. 1697 versuchte er letztlich ohne Erfolg gegen den jüdischen Hoffaktor Samuel Oppenheimer zu intrigieren.
Bei der Zweiten Wiener Türkenbelagerung im Jahr 1683 begab er sich in die belagerte Stadt, sorgte für die Besoldung der Truppen und richtete in Klöstern Notspitäler ein. Nach der Befreiung Wiens am 12. September durch die Schlacht am Kahlenberg organisierte er die Betreuung von etwa 500 Waisenkindern auf Schloss Mailberg, deren Eltern bei der Zerstörung der Vorstädte ums Leben gekommen waren. In den Folgejahren gründete er hinter den nach Osten vorrückenden Truppen die ersten Militärspitäler. Dadurch erfreute er sich bei der Wiener Bevölkerung großer Beliebtheit.
1685 wurde er Bischof des Bistums Raab und 1686 Kardinal; 1688 wurde er zusätzlich noch Erzbischof von Kalocsa. 1692 ernannte ihn der Kaiser zum Staats- und Konferenzminister, in dieser Funktion war er für die Neuordnung der eroberten ungarischen Gebiete verantwortlich sowie von 1692 bis 1694 auch Hofkammerpräsident.
Im Jahr 1695 wurde er schließlich Erzbischof von Gran (Esztergom) und Fürstprimas von Ungarn. Er konnte die orthodoxe Kirche Siebenbürgens (mit über 100.000 Gläubigen) für eine Union mit Rom gewinnen. Der zuvor orthodoxe Bischof von Karlsburg (Alba Iulia) Atanasie ließ sich nach seinem Übertritt zum Katholizismus 1701 von Kollonitsch erneut zum Bischof weihen, damit entstand die Rumänische griechisch-katholische Kirche.
Unter Kollonitsch begann auch die Ansiedlung der Kapuziner in Pressburg. So wurde 1708 der Grundstein für das Kapuzinerkloster mit der danebenliegenden Klosterkirche gelegt.

## Nachwirkung
Vor dem Wiener Rathaus steht sein Denkmal von Vincenz Pilz. Im Jahr 1862 wurde in Wien-Landstraße (3. Bezirk) die Kolonitzgasse und 1873 der Kolonitzplatz nach ihm benannt.
Kollonitsch stiftete 1678 die Mariensäule in Wiener Neustadt im Gedächtnis an die Hochzeiten der Herzoginnen Eleonora Marie Josefa mit Karl V. von Lothringen und Maria Anna Josefa mit Johann Wilhelm von der Pfalz. Die bekrönte Figur Maria Immaculata steht siegreich auf einem Drachen, damit die Gegenreformation darstellend.
1697 wurde die Pfarrkirche Jedenspeigen als Patronatskirche der Familie Kollonitsch barockisiert und 1702 mit ihm geweiht.